# Danny Simpson
Daniel Peter "Danny" Simpson (født 4. januar 1987 i Salford, Greater Manchester, England) er en engelsk fodboldspiller, der spiller som højre back for Leicester City. Han blev trænet og udviklet på Manchester Uniteds akademi, hvor han var udlånt til Sunderland, Ipswich Town, Blackburn Rovers og Newcastle United i England og Royal Antwerp i Belgien. Efter 6 måneders lån i Newcastle skiftede han i januar 2010 permanent til klubben, efter 4 år i Newcastle sluttede Danny Simpson i juni 2013, på en fri transfer, sig til Queens Park Rangers. Efter 34 kampe for Queens Park Rangers skiftede Danny Simpson, sæsonen efter, til Leicester City, hvormed han i sæsonen 2015/2016 vandt det Engelske mesterskab.